# 北畠能房
北畠 能房（きたばたけ よしふさ、1944年 - ）は、日本の環境学者、神職。京都大学名誉教授、小松天満宮宮司、宗教法人小松天満宮代表役員。通称は北畠 佳房。

## 人物
石川県小松市出身。金沢大学教育学部附属高等学校卒業。一橋大学社会学部で指導教官杉田元宜のゼミでサイバネティックス関連書の輪読を行った。1968年一橋大学社会学部卒業。1970年一橋大学大学院商学研究科修士課程修了。指導教官は宮川公男。杉田ゼミ及び宮川ゼミの同期にアイ・アール ジャパンホールディングス創業者の鶴野史朗がいた。1974年コーネル大学大学院政策計画・地域分析研究科博士課程修了 (Ph.D.)。
小松天満宮の禰宜や宮司を務めながら、大学で教鞭を執り、環境・資源経済学、環境政策論、公会計学についての研究を行った。環境庁国立公害研究所総合解析部第三グループ主任研究官、筑波大学社会工学系助教授、京都大学総合人間学部教授、京都大学大学院人間・環境学研究科教授を歴任。2005年京都大学名誉教授。指導学生に牧野光琢東京大学教授など。
宗教法人小松天満宮代表役員、小松天満宮宮司、小松市島田町白山神社、同大島町白山神社、同下牧町白山神社宮司。小松市文化協会会長、石川県芸術文化協会理事、石川県漢詩連盟副会長。2012年には小松天満宮宝物館の整理をしていた際に、石川県で発見されるものとしては初めての『伊勢物語』正徹本筆写本を発見した。

## 著作
- 『ナショナル・トラスト運動にみる自然保護にむけての住民意識と行動』（共著）環境庁国立公害研究所、1986年
- 『セカンド・ベスト下での環境・経済統合勘定体系の開発に関する基礎的研究』（共著）京都大学、1994年-1995年
- 『世界遺産の経済学』（共著）勁草書房、2000年
- 『人為起源物質の制御にはたすリスク評価と管理手法の役割-中間報告書』（共著）筑波大学1987年-1992年
- 『環境の評価とマネジメント』（共著）岩波書店、2003年